# Prionomastix congoensis
Prionomastix congoensis är en stekelart som beskrevs av Jean Risbec 1957. Prionomastix congoensis ingår i släktet Prionomastix och familjen sköldlussteklar.
Artens utbredningsområde är Rwanda. Inga underarter finns listade i Catalogue of Life.